# Kota Marudu (plaats)
Kota Marudu is een plaats en gemeente (majlis daerah; district council) in de Maleisische deelstaat Sabah.
Kota Marudu is de hoofdplaats van het gelijknamige district.